# カール・ジェラッシ
カール・ジェラッシ(Carl Djerassi、1923年10月29日 - 2015年1月30日)は、オーストリア・ウィーン出身のオーストリア系アメリカ人、ブルガリア人の化学者、小説家、劇作家である。元スタンフォード大学名誉教授。
経口避妊薬の開発や有機化学への物理学的手法の適用、ステロイド等の天然物の構造解明等で功績を残し、これらの分野で1000報以上の論文を著した。

## 経歴
ウィーン出身。両親はユダヤ人。1938年、オーストリア併合ののち、家族とともにブルガリアのソフィアに逃れる。American College of Sofiaに入学し英語を身につけた。翌1939年12月、母親とアメリカに渡った。
ニューヨークでフランクリン・ルーズベルト大統領の妻エレノア・ルーズベルトから奨学金を授与され、ウィスコンシン大学マディソン校で化学を学び、1945年にステロイドの部分芳香族化とジエノン-フェノン転位というテーマで化学のPh.D.を取得し、同年アメリカ市民権を取得した。
彼は1951年、メキシコのルイス・ミラモンテス及びジョージ・ローゼンクランツとともにプロゲスチンノルエチステロンの開発に参加した。これは、プロゲステロンとは異なり、経口摂取しても効果が失われることがなく、また天然のホルモンよりも遥かに効果が強かった。彼の合成した物質は、グレゴリー・ピンカスと張明覺によって、まず動物実験が行われ、その後、ジョン・ロックによってヒトの女性に適用された。
その他、ジェラッシは、Cantor's Dilemma等の何作かのSF小説も執筆している。この作品の中で、彼は主人公のDr. Cantorとして、近代科学研究の倫理を探索している。2010年王立協会外国人会員選出。

## 受賞歴
- 1958年 - ACS純粋化学賞
- 1960年 - アーネスト・ガンサー賞
- 1963年 - センテナリー賞
- 1972年 - シェーレ賞
- 1973年 - アメリカ国家科学賞、化学パイオニア賞
- 1975年 - パーキンメダル
- 1978年 - ウルフ賞化学部門、全米発明家殿堂選出
- 1990年 - 米国科学アカデミー賞産業応用部門
- 1991年 - アメリカ国家技術賞
- 1992年 - プリーストリー賞
- 1995年 - プリンス・マヒドール賞
- 1997年 - ウィラード・ギブズ賞
- 2004年 - アメリカ化学者協会ゴールドメダル

## 日本語訳のある文芸作品
- 『カンター教授のジレンマ』中森道夫 訳 文藝春秋社 1994年
- 『ノーベル賞への後ろめたい道』中森道夫 訳  講談社 2001年
- 『男たちの薬』マクファーソン苗美 訳  講談社 2001年
- 『ブルバキ・クローン作戦』中西亮爾 訳  講談社 2001年
- 『あの世のマルクス』中西亮爾 訳  講談社 2001年